# 안토히토

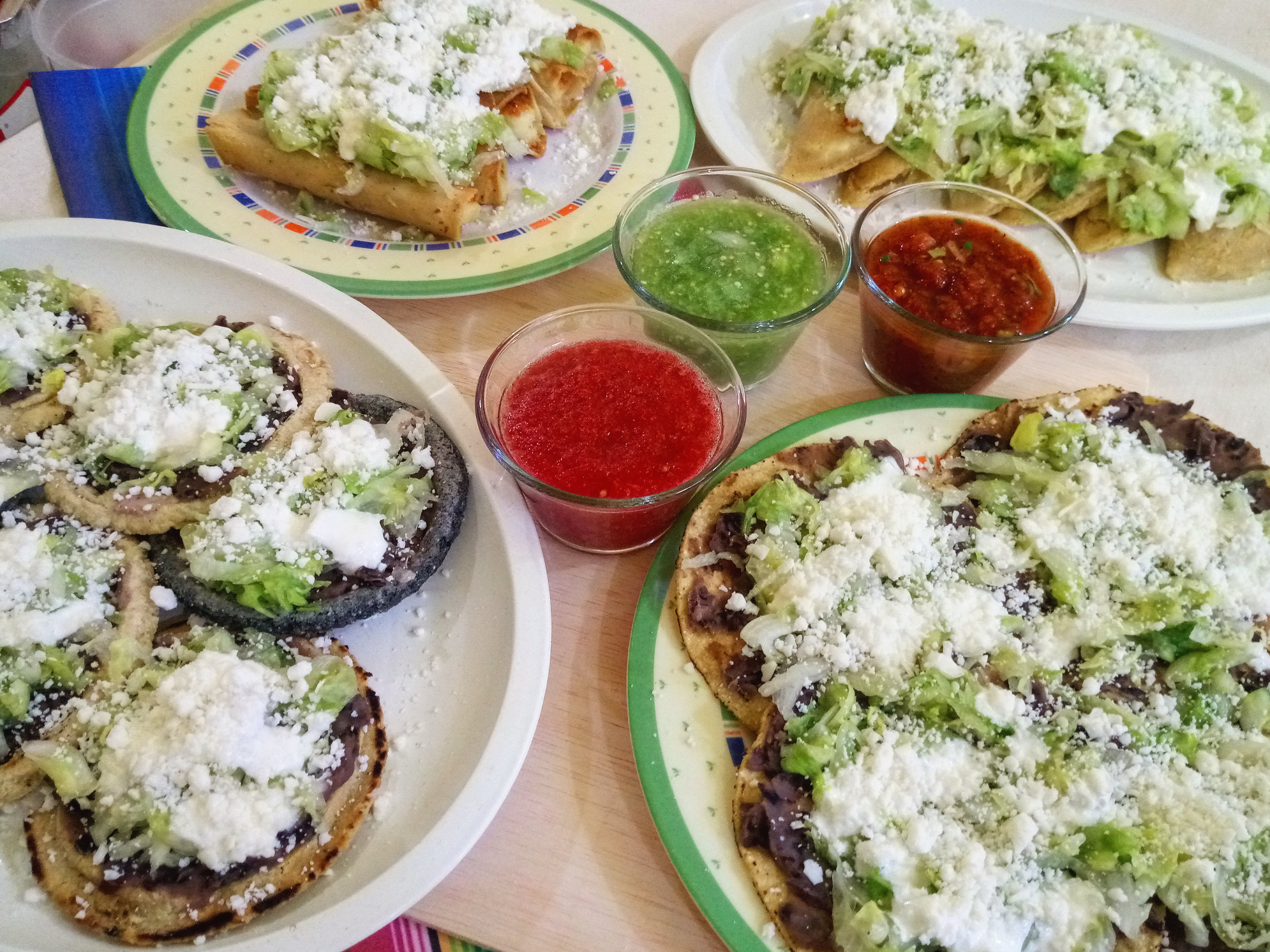
여러 가지 안토히토: 소페, 엠파나다, 타코, 토스타다

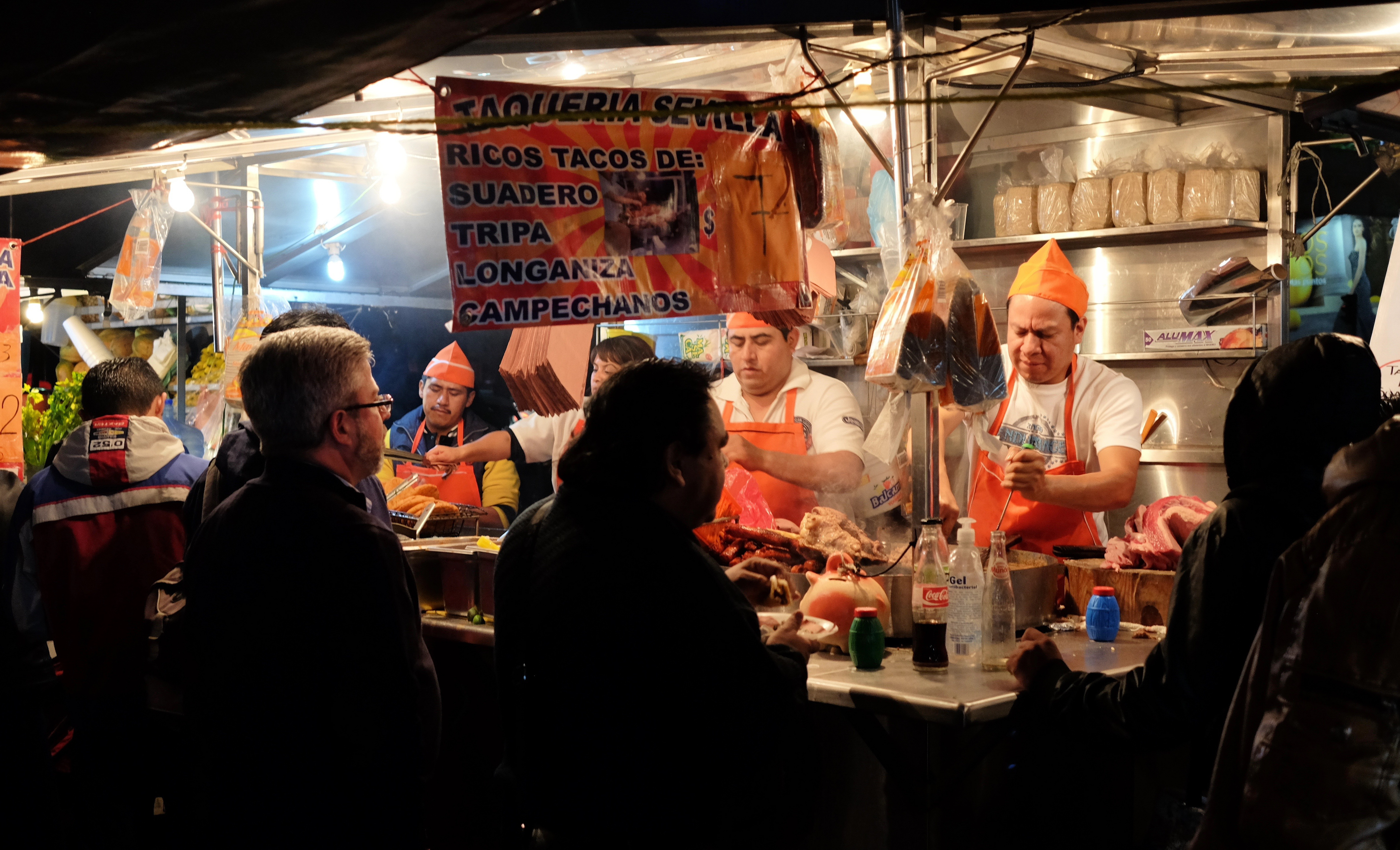
멕시코시티 세비야의 타케리아

안토히토(스페인어: antojito)는 멕시코의 노점 또는 길거리 음식(Mexican street food)을 부르는 말이며, 영어로 소소한 갈망(little cravings)을 의미한다. 멕시코에서는 주찬을 오후에 먹기 때문에, 아침이나 저녁에는 안토히토로 가벼운 식사를 한다.
고르디타, 나초, 세미타, 엔칠라다, 엘로테, 엠파나다, 엠팔메, 찰루파, 칠라킬레스, 케사디야, 타말, 타코, 토르타, 토스타다, 틀라유다, 파히타, 팜바소 등 마사로 만든 음식들이 대표적이며, 과일이나 채소 또는 포솔레나 메누도 같은 수프도 안토히토로 먹기도 한다. 아과 프레스카로 등의 음료들도 포함시키기도 한다.

## 이름
스페인어 "안토히토(antojito)"는 "갈망, 충동, 먹고 싶은 것"을 뜻하는 명사 "안토호(antojo)"에 지소사 "-이토(-ito)"를 붙인 말로, "작은 갈망/충동"이라는 뜻이다. "안토호"의 어원은 라틴어 "안테(ante) + 오쿨룸(oculum)"이며, "눈 앞의 (것)"이라는 뜻이다.

## 사진

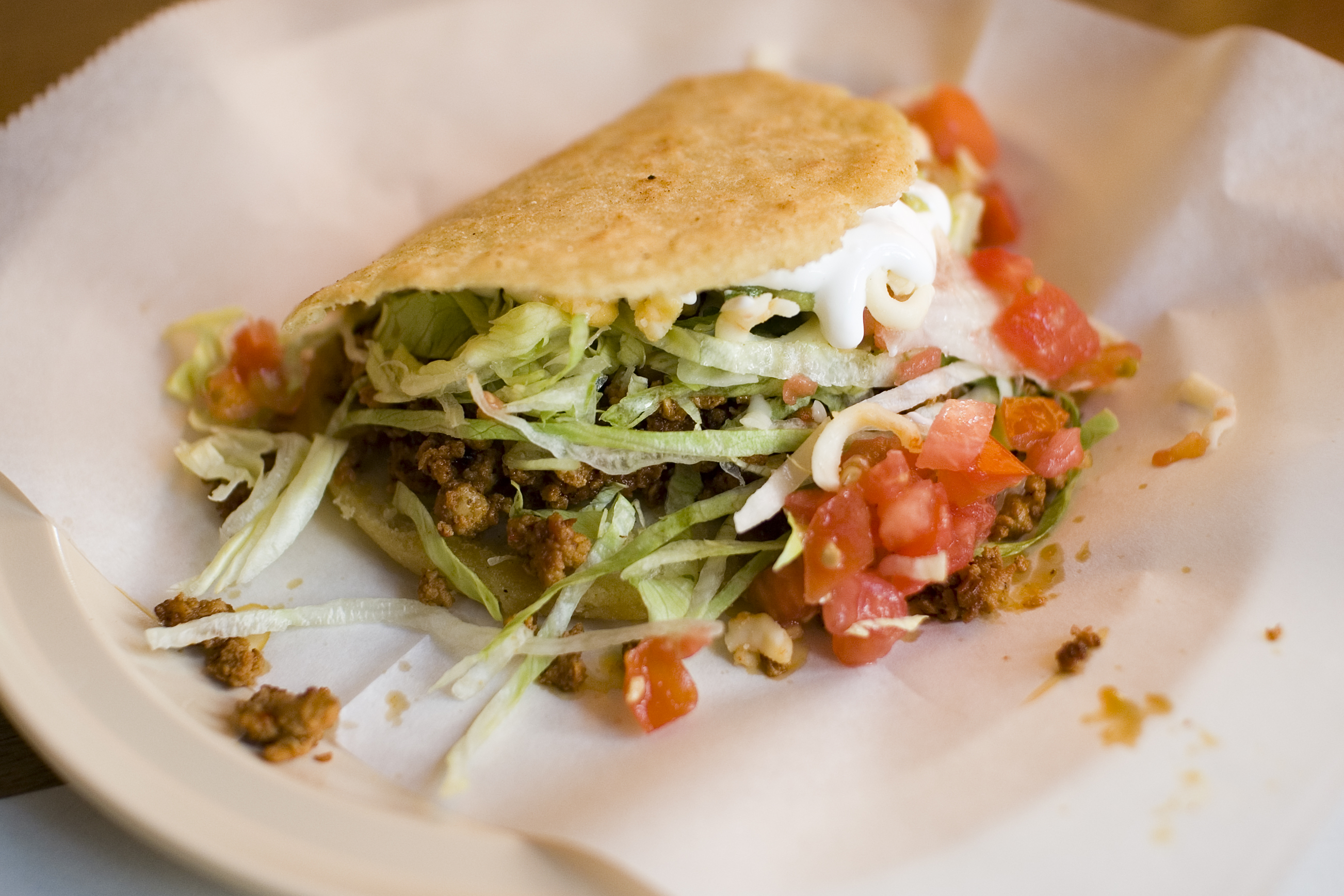
고르디타
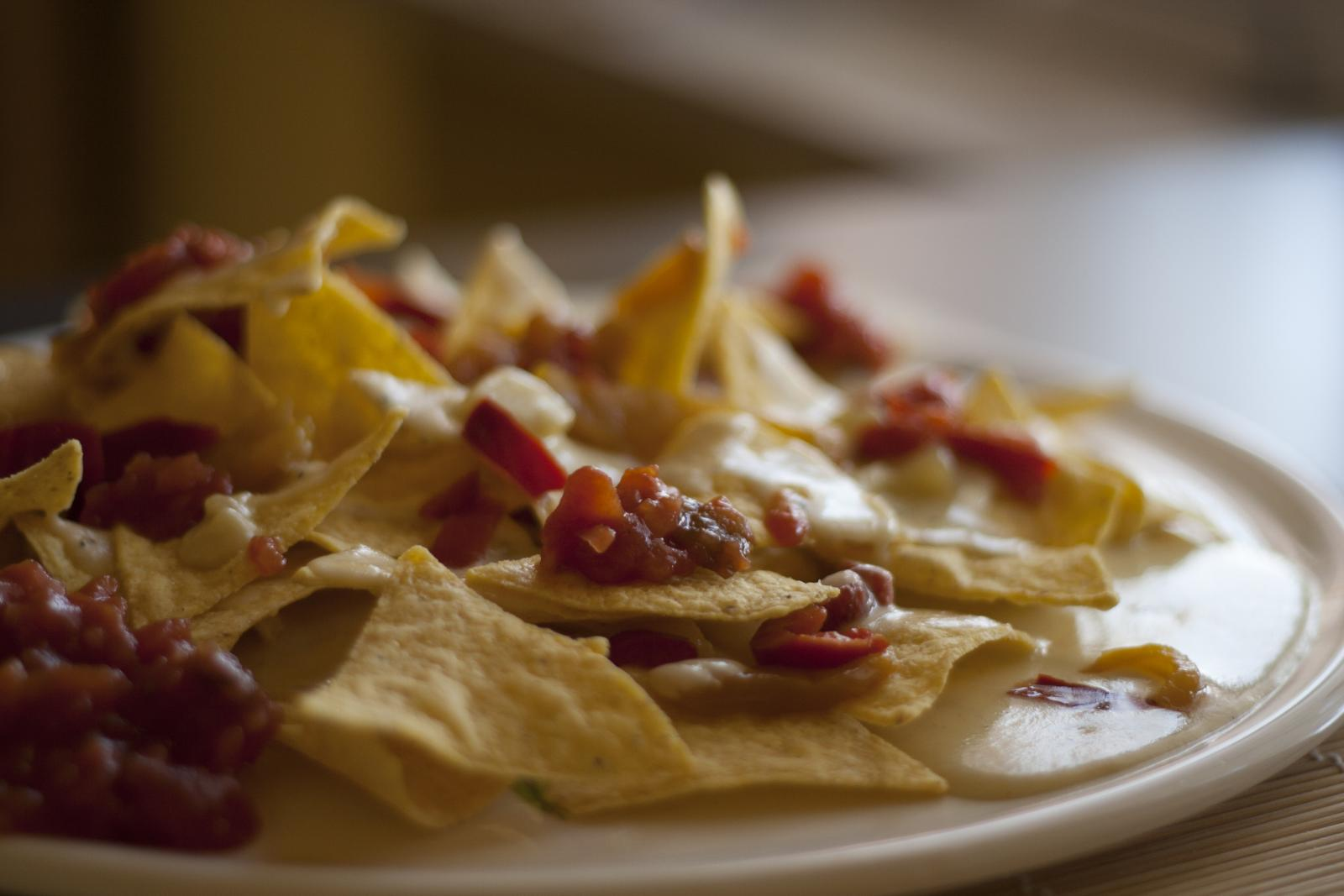
나초
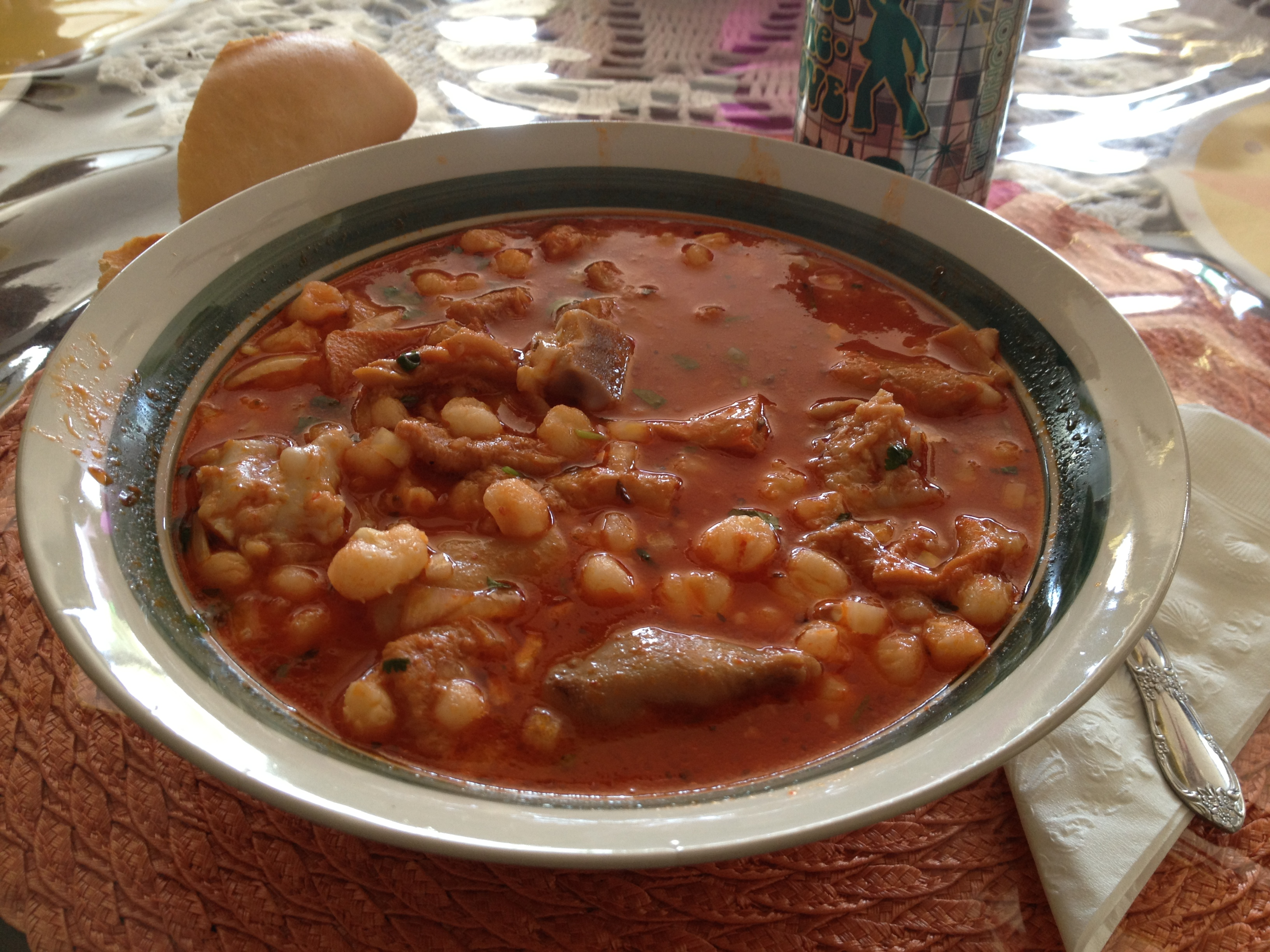
메누도
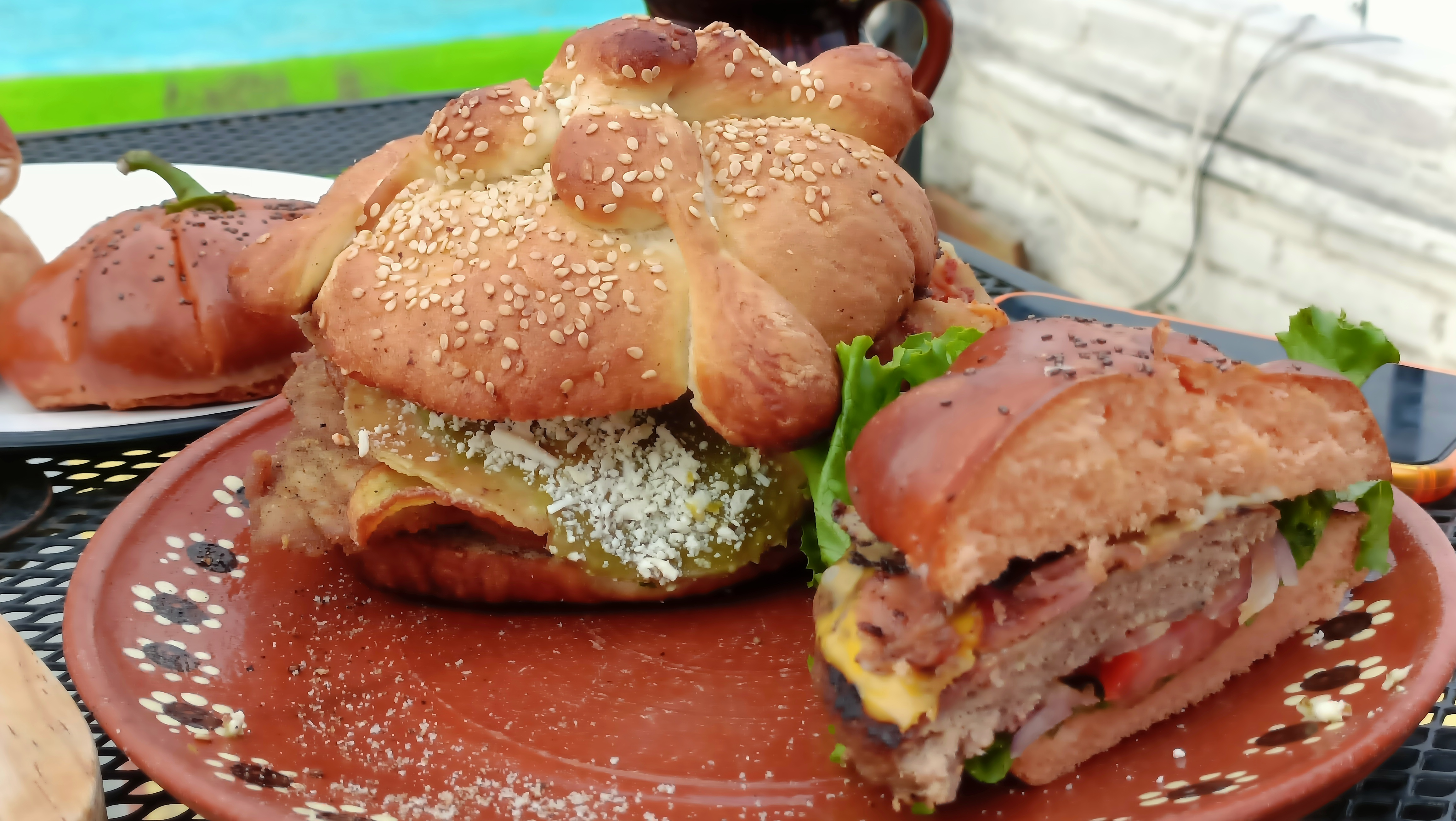
세미타
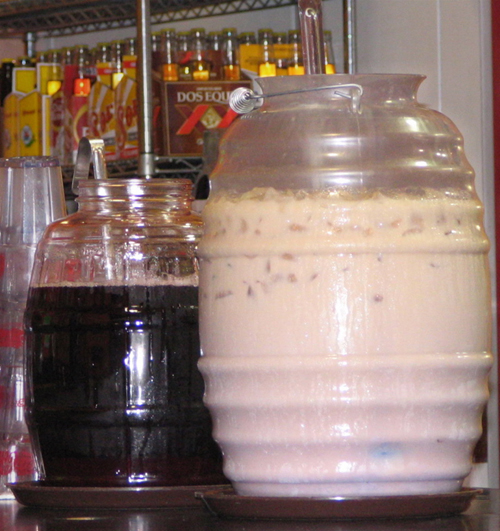
아과 프레스카
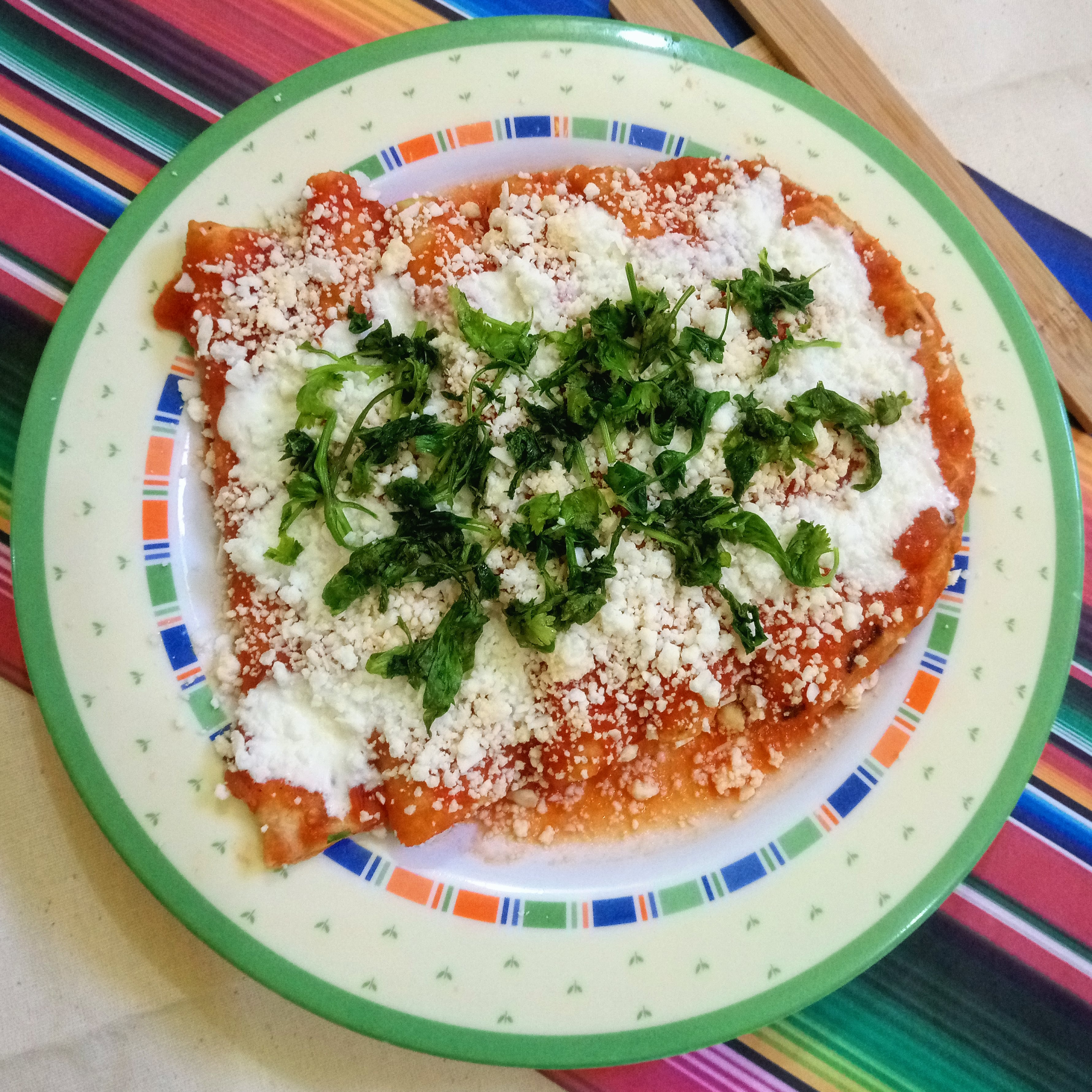
엔칠라다
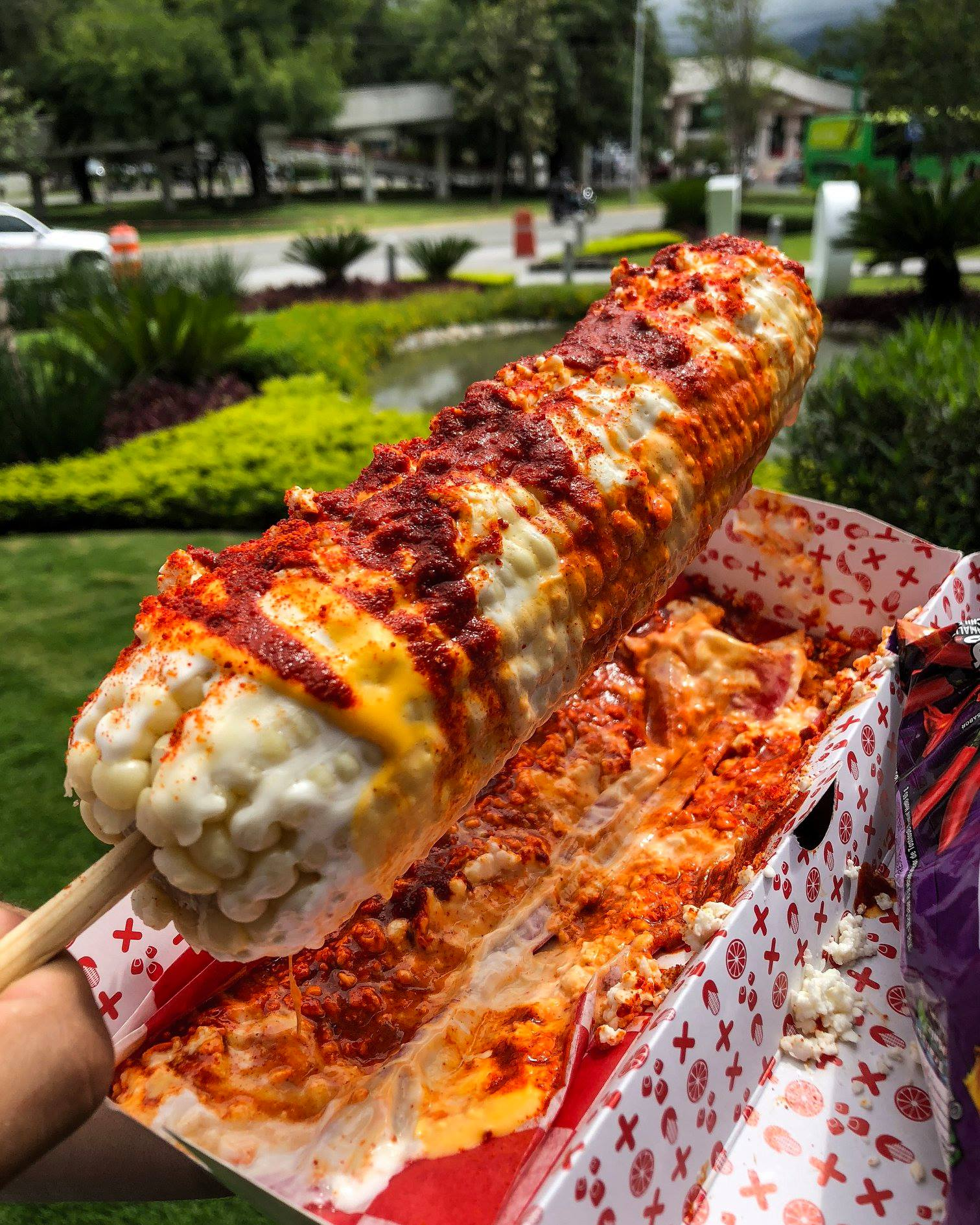
엘로테
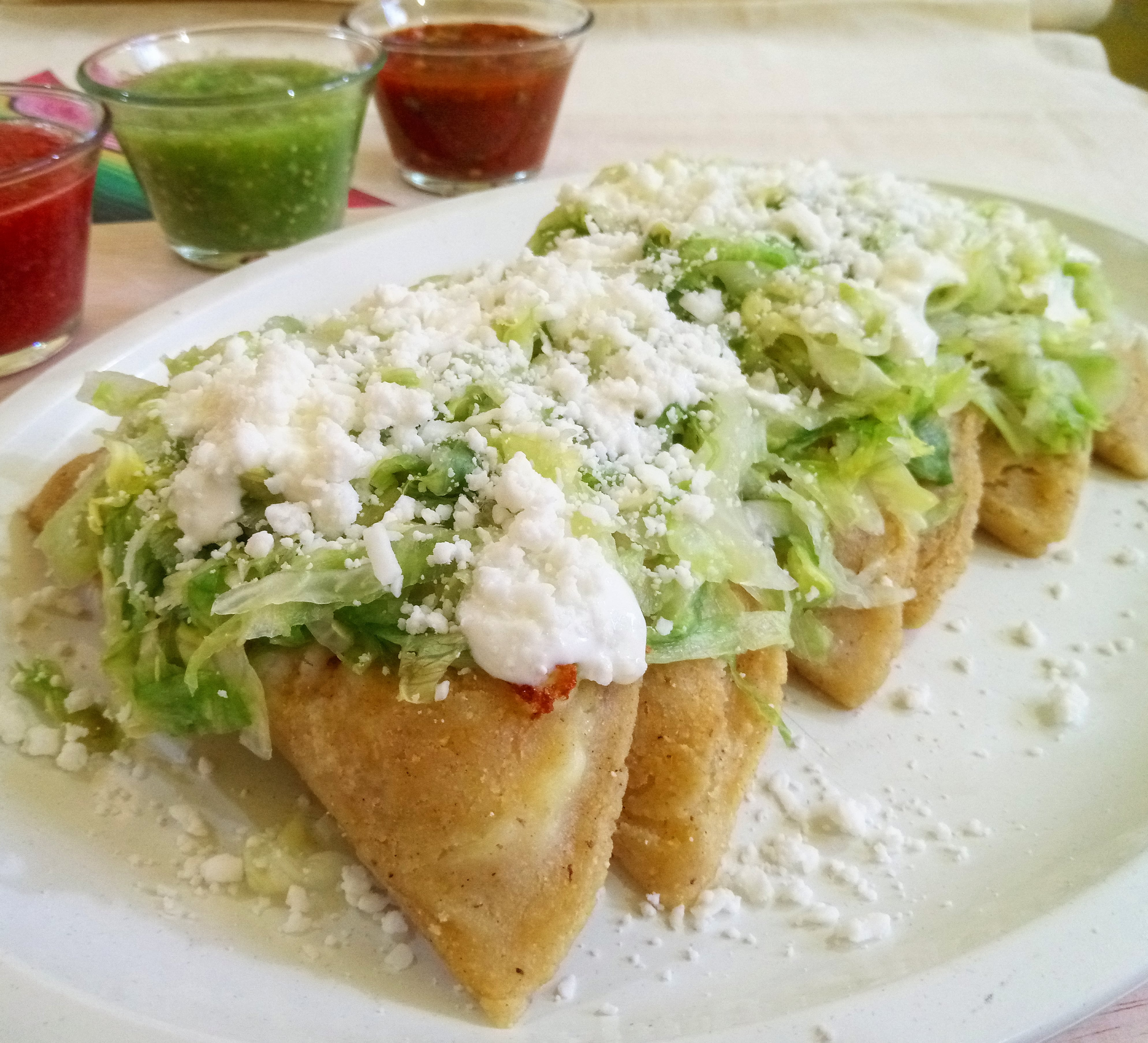
엠파나다
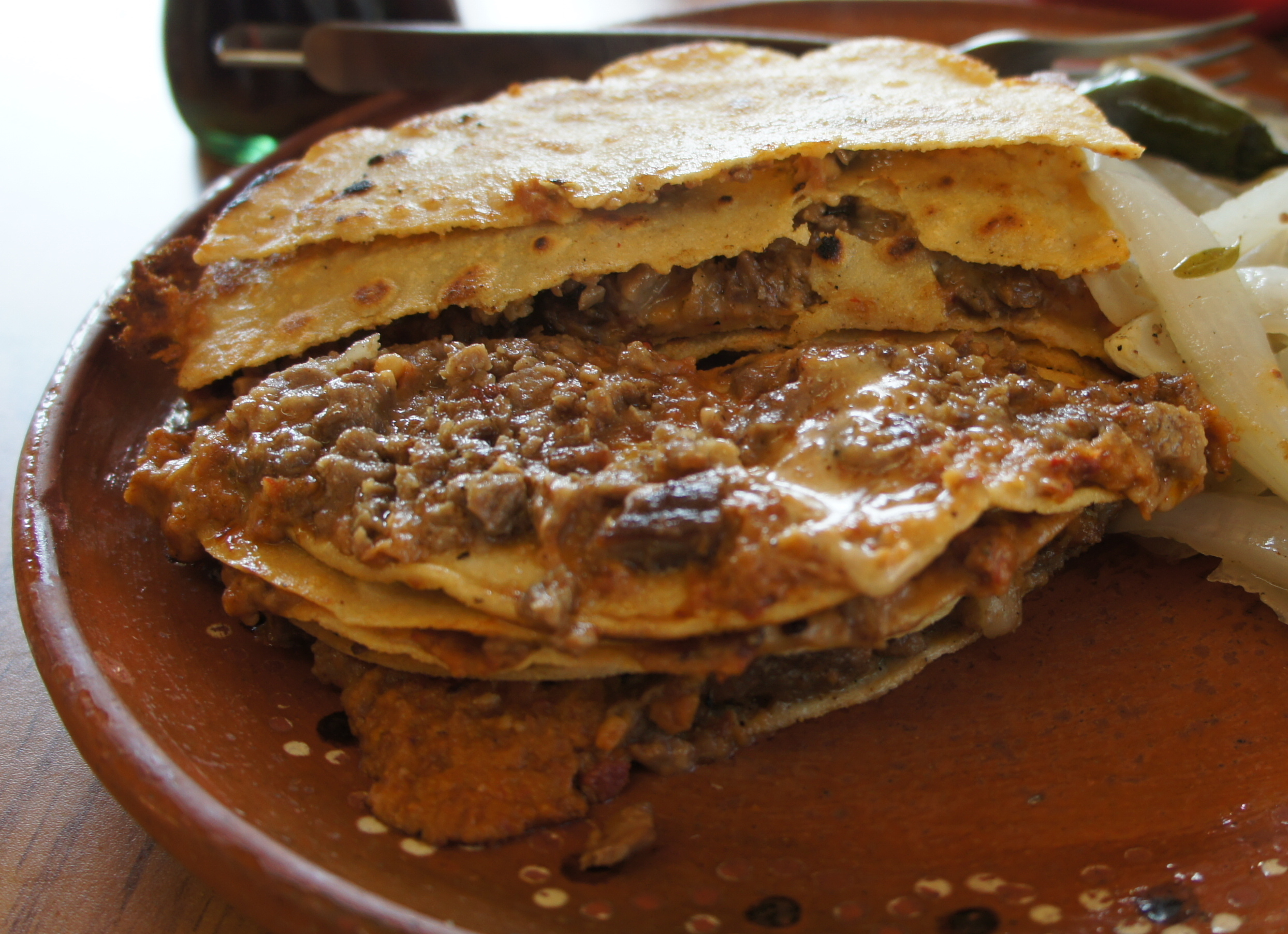
엠팔메
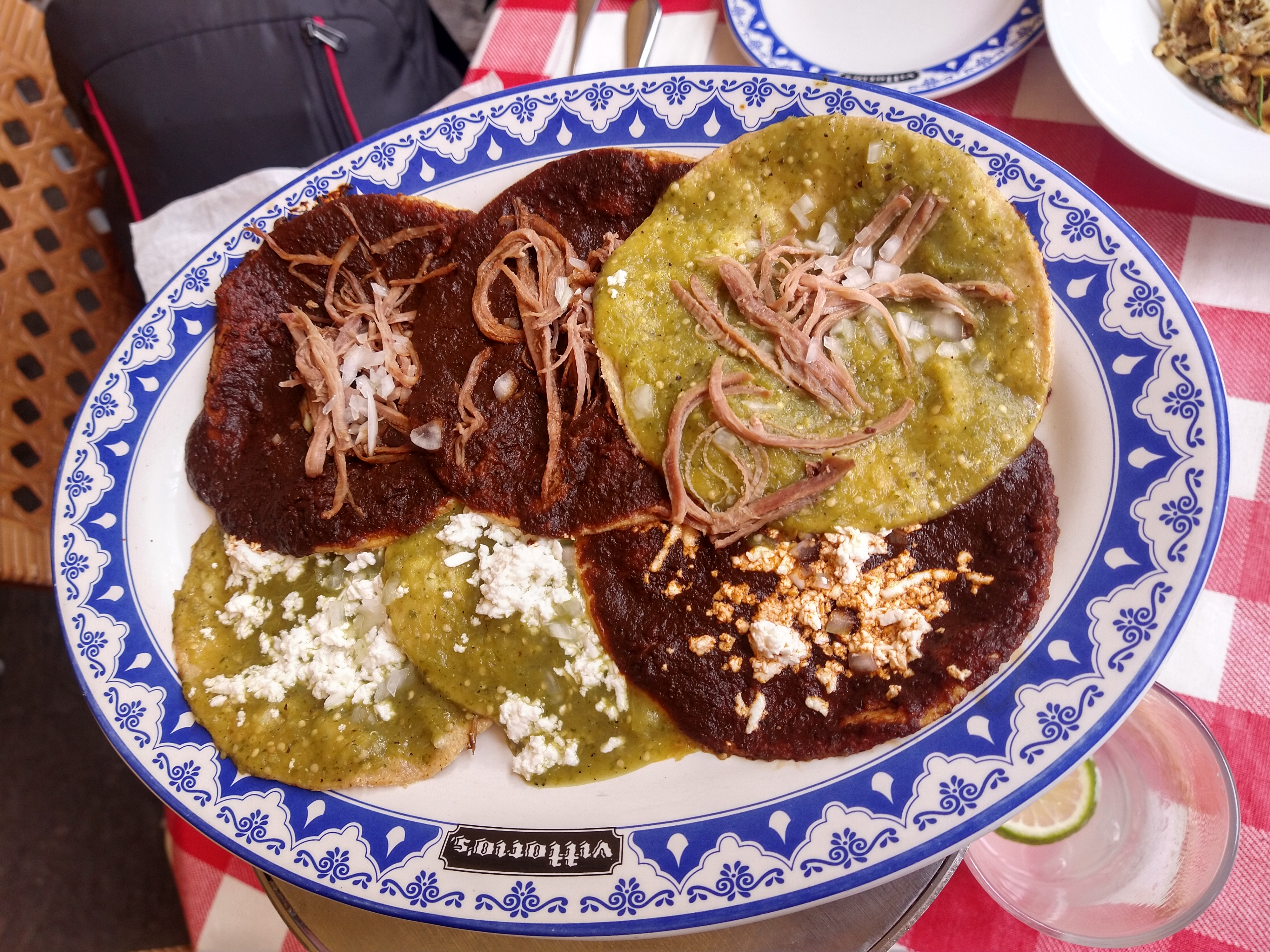
찰루파
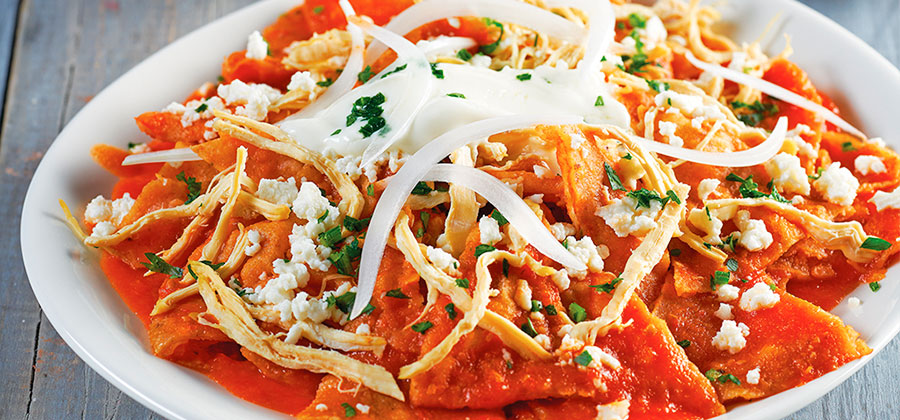
칠라킬레스
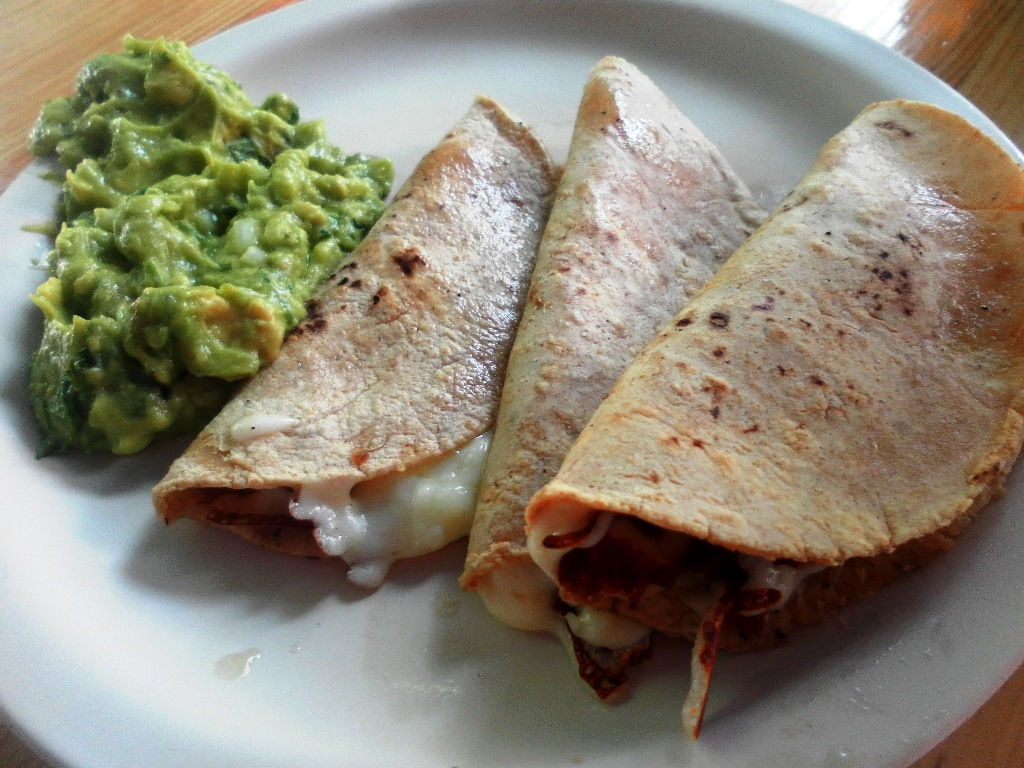
케사디야
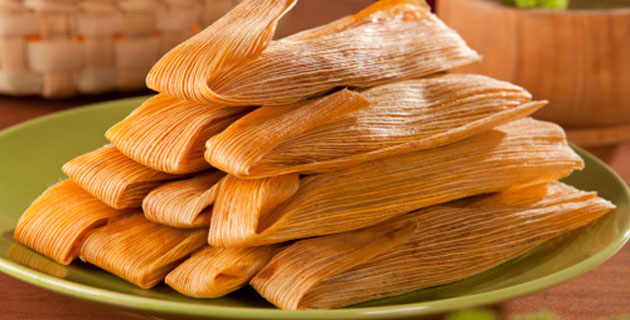
타말
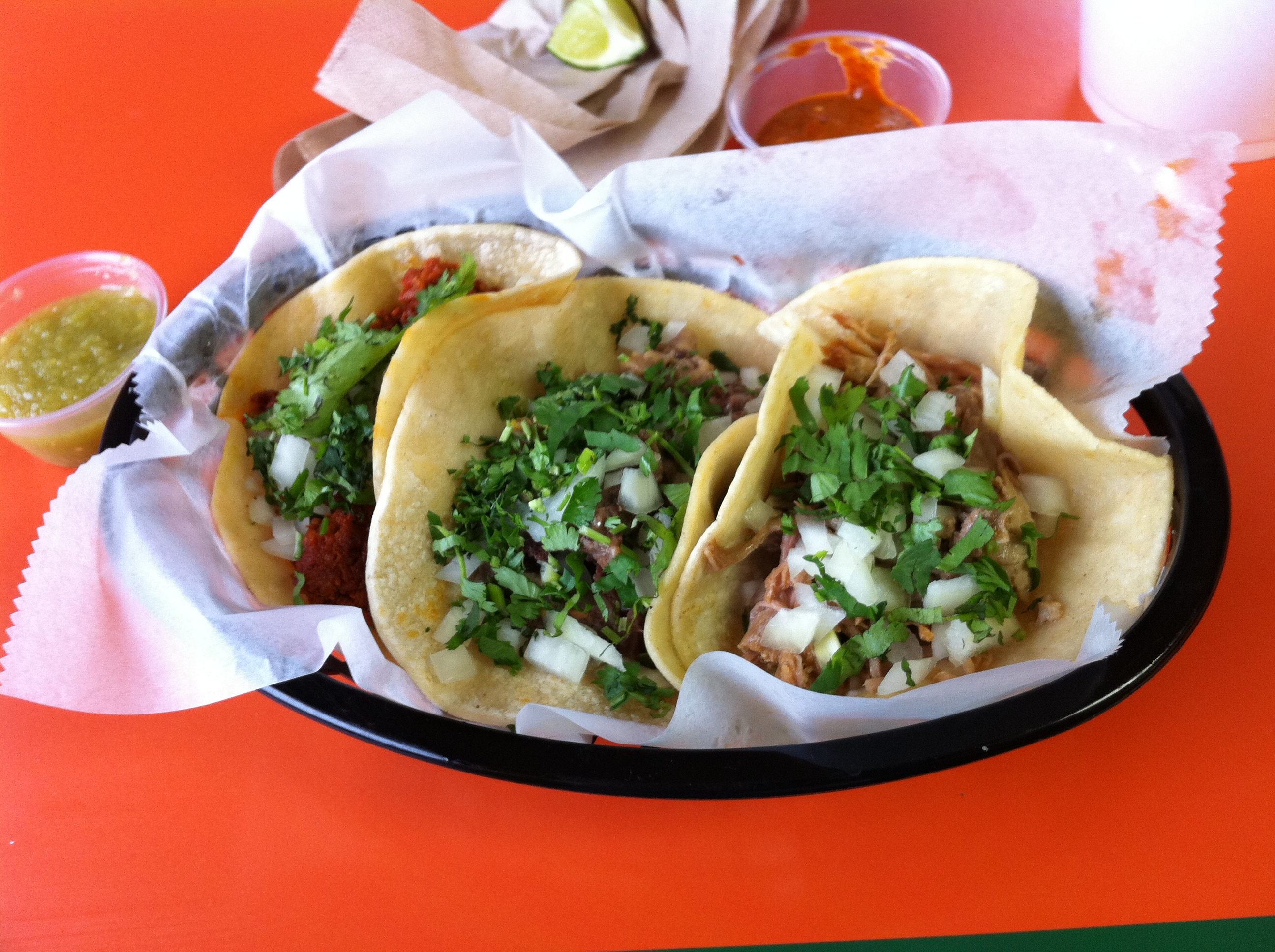
타코
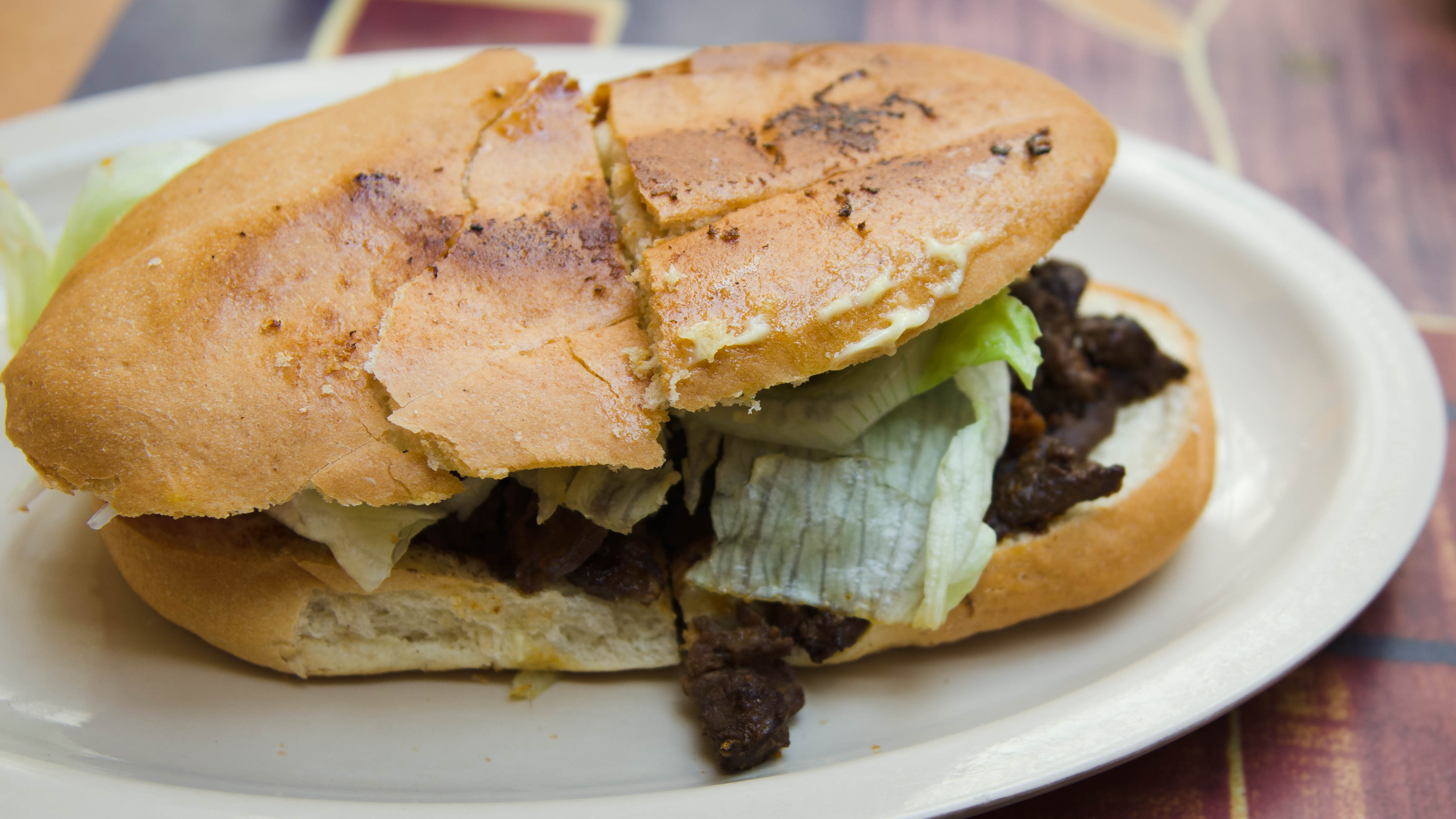
토르타
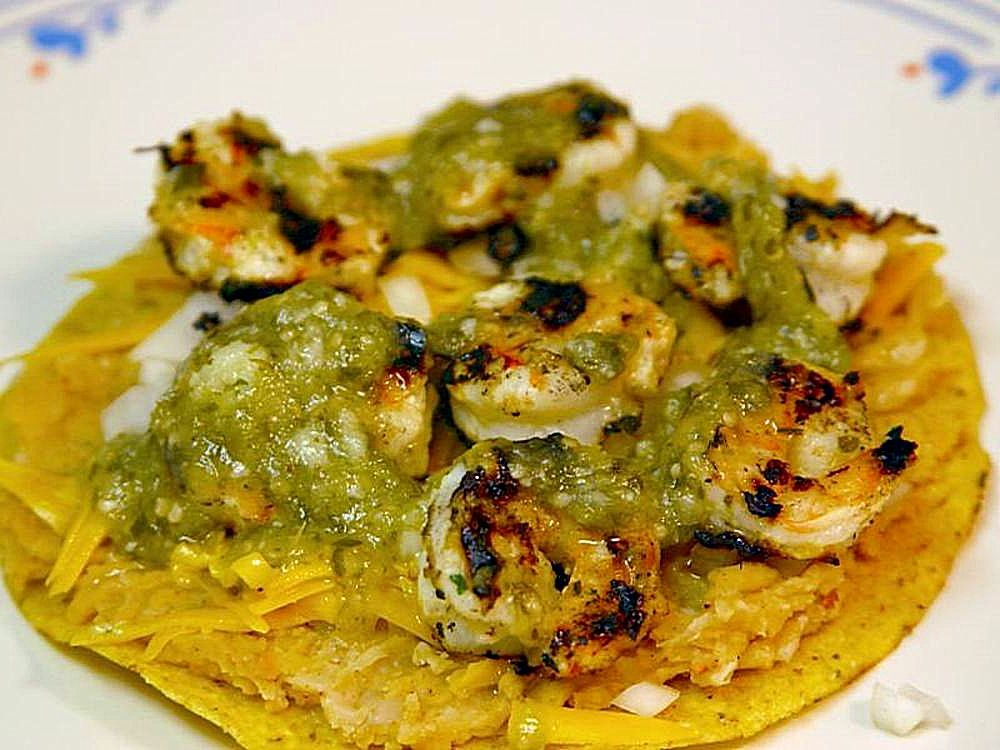
토스타다
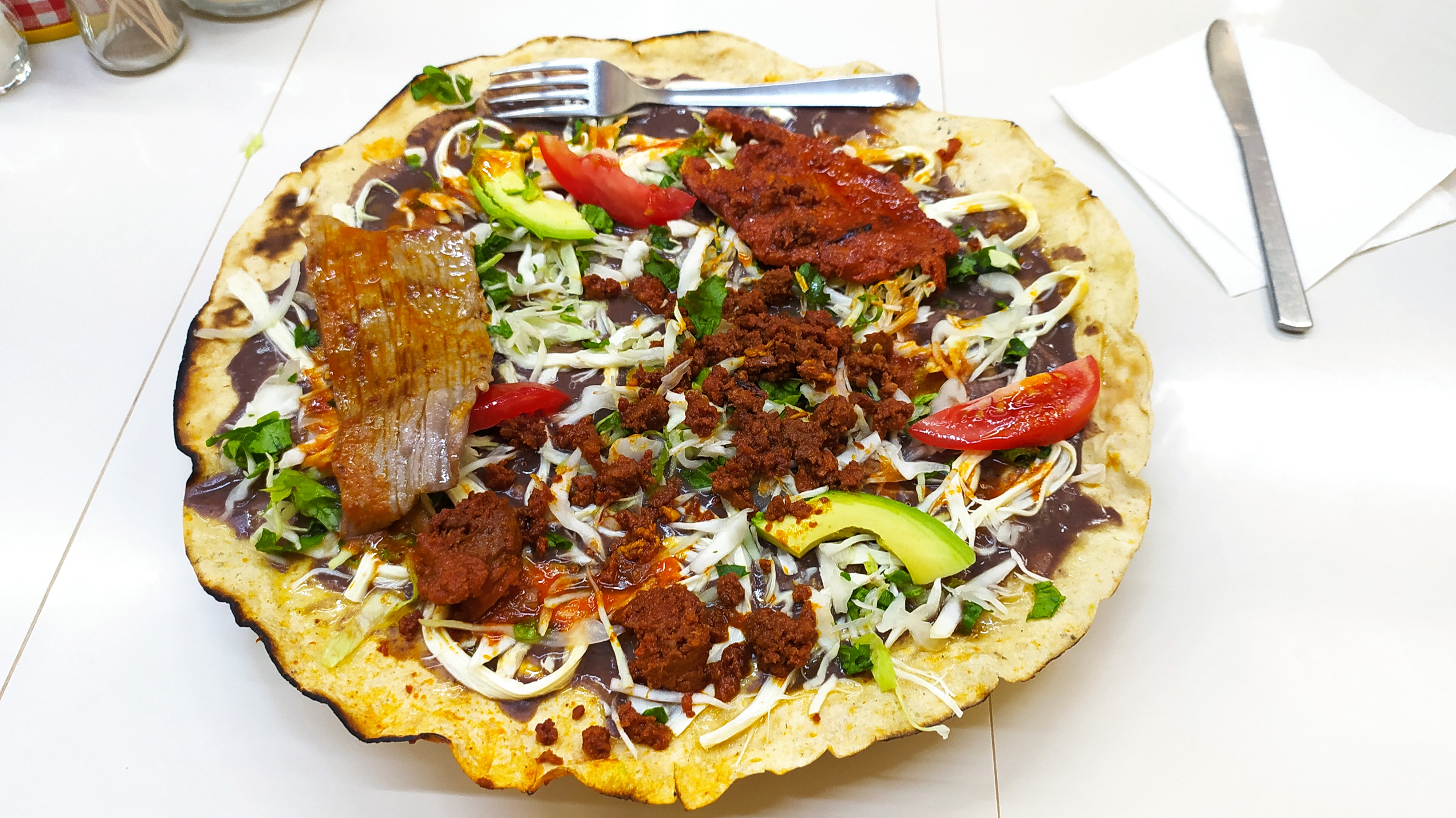
틀라유다
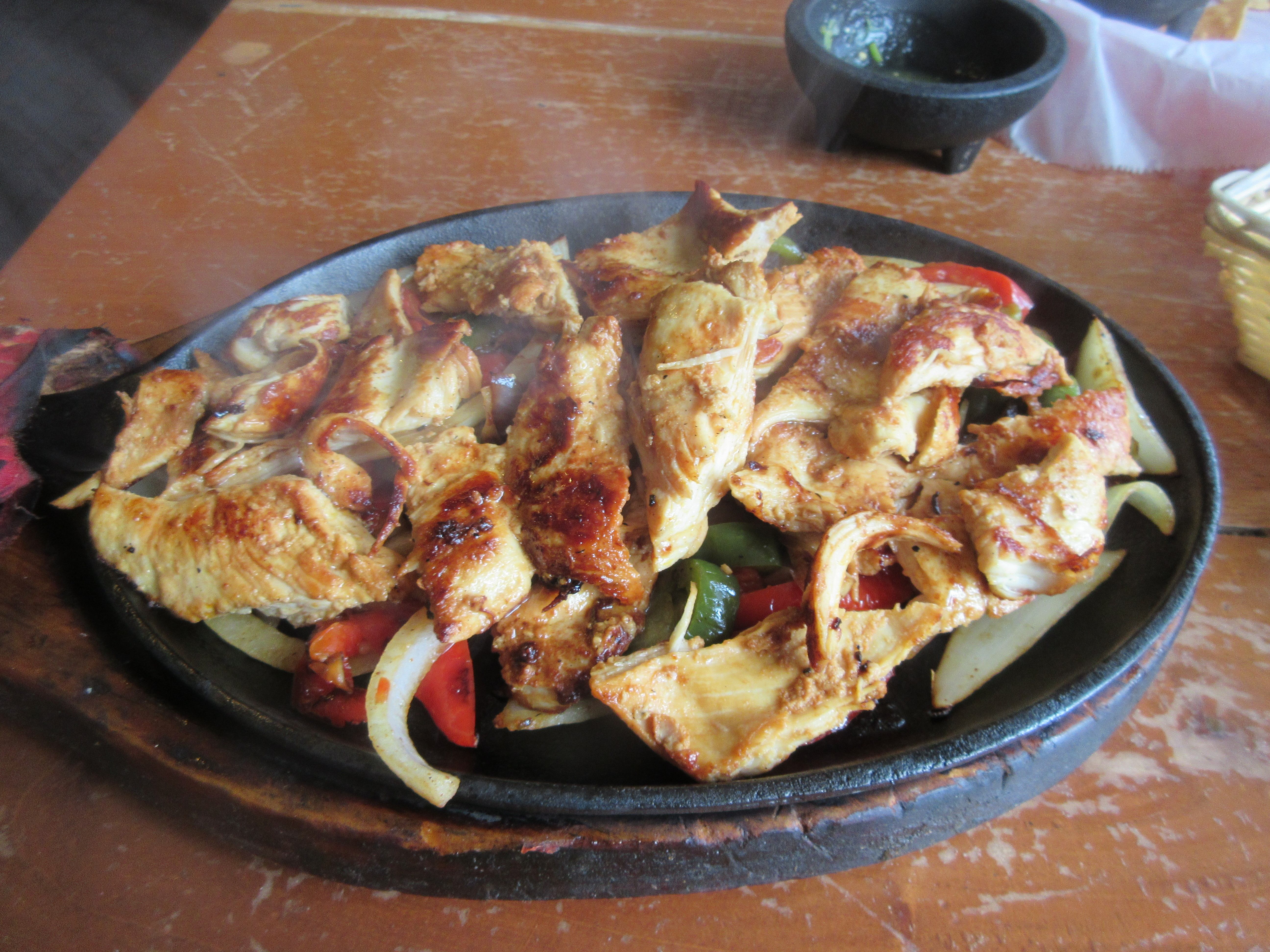
파히타
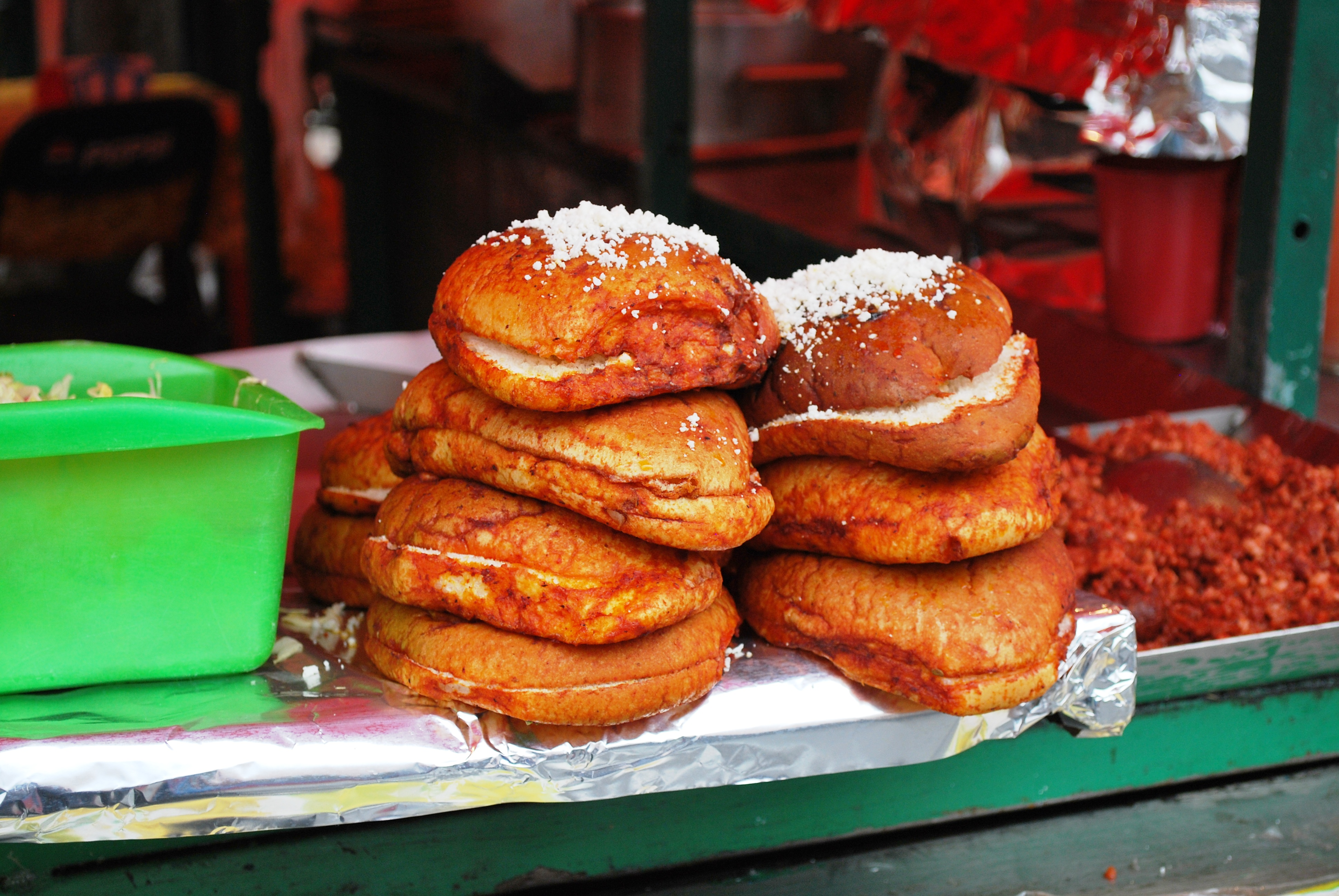
팜바소
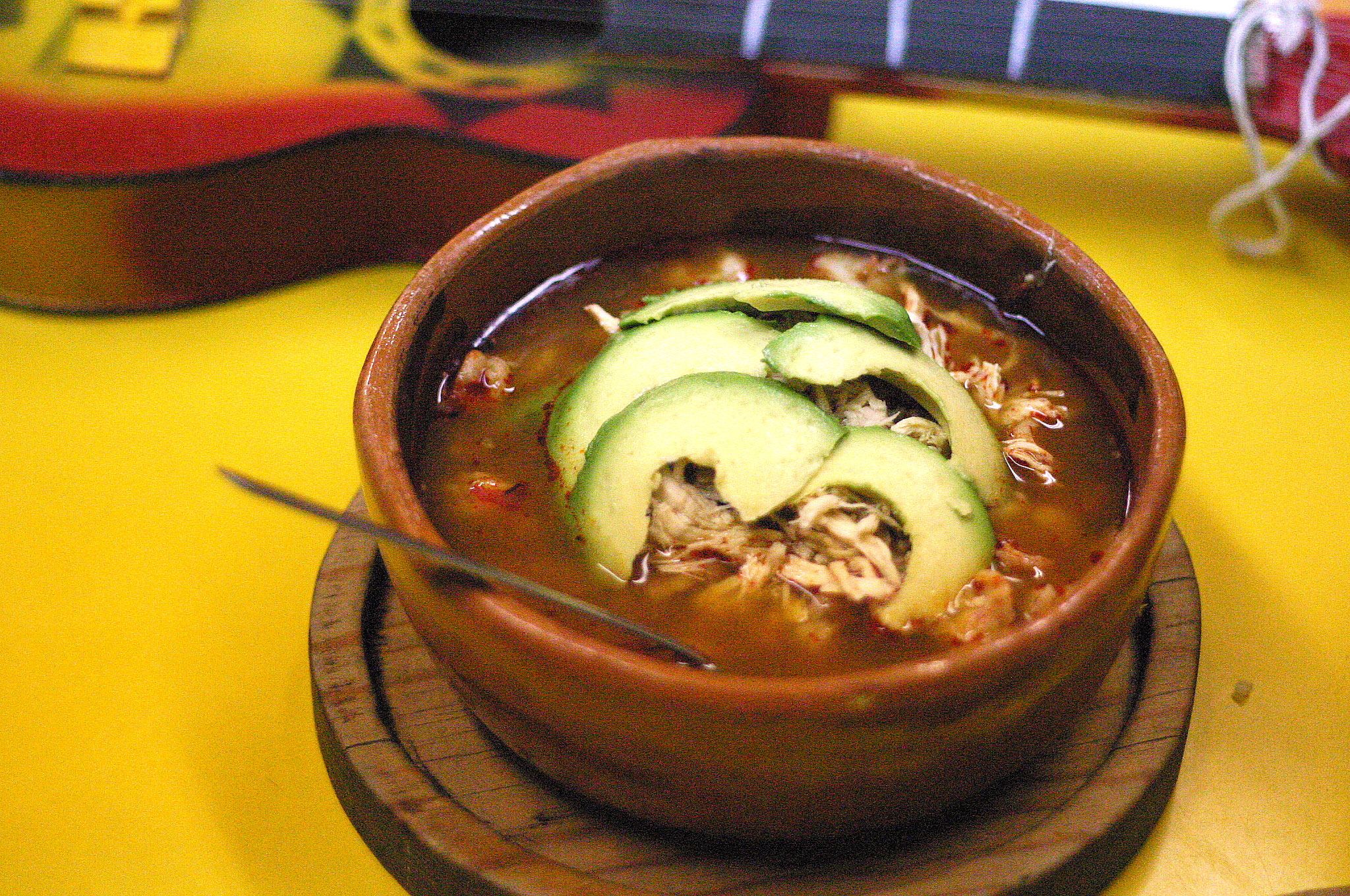
포솔레

## 같이 보기
- 타파스